# محسن الحكيم
محسن الطباطبائي الحكيم (31 مايو 1889-2 يونيو 1970)، هو مرجع دين شيعي، كان يترأس الحوزة العلمية بمدينة النجف بالعراق، وكان مرجعاً وزعيماً لملايين الشيعة الاثني عشرية في العالم في عهده.

## حياته

### طفولته وتعليمه
ولد محسن الطباطبائي الحكيم في شهر شوال 1306 هـ بمدينة النجف، وينتسب لأسرة الحكيم التي ترجع جذورها إلى جبل عامل في جنوب لبنان، وسُميت بذلك لأن أحد أجداده ـ وهو «علي» ـ كان طبيباً مشهوراً، ومنذ ذلك الزمان اكتسبت العائلة لقب «الحكيم»، بمعنى الطبيب وأصبح لقباً مشهوراً لها. كان أبوه مهدي الحكيم من مدرسي علم الأخلاق المعروفين في زمانه، أما أمه فهي حفيدة الفقيه الشيعي عبد النبي الكاظمي. لديه شقيقان وهما: هاشم الحكيم، ومحمود الحكيم.
أنهى دراسته الابتدائية ودراسة المقدمات، ثم شرع بدراسة السطوح العالية عند أساتذة عصره، ولما بلغ عمره عشرين سنة بدأ يتتلمذ على يد كبار المراجع الدينية أمثال:محمد كاظم اليزدي، محمد كاظم الخراساني، ضياء الدين العراقي، أبو تراب الخونساري، شيخ الشريعة الأصفهاني، الميرزا النائيني، محمد سعيد الحبوبي، وعلي باقر الجواهري.

### مرجعيته
تسنّم محسن الحكيم بعد أبو الحسن الموسوي الأصفهاني وكان المرجع الثاني للشيعة في العالم ثم تسنم المرجعية العامة للشيعة بعد وفاة حسين البروجردي، وأخذ بوضع نظام إداري للحوزة، وشرع ببناء المدارس وإرسال المبلغين إلى نقاط العراق المختلفة، وبهذا العمل ازداد عدد الطلاب في جميع الحوزات، كما أشرف على كثير من المجلات الإسلامية التي كانت تصدر في ذلك الوقت مثل مجلة الأضواء ورسالة الإسلام والنجف وغيرها.

## نشاطه السياسي

### مواقفه السياسية
كـان محسن الحكيم منذ شبابه رافضا للظالمين وأعداء الدين، وقد شارك بنفسه في التصدي للاحتلال البريطاني للعراق، حيث كان مسؤولا عن المجموعة المجاهدة في منطقة الشعيبة في جنوب العراق، وكان يعلم بالنوايا الخبيثة للاستعمار عندما أخذ يتبع سياسة فرّق تسد في العراق. بذل الحكيم قصارى جهوده في سبيل جمع شمل المسلمين من المذاهب المختلفة، عن طـريـق المشاركة في كثير من الفعاليات التي كان يقيمها أهل السنّة، مشجعا إياهم في الوقت نفسه على حضورالمناسبات التي يقيمها الشيعة، وعندما أخذ الحكام المرتبطون بالأجنبي بترويج أفكار القومية العربية في العراق؛ تصدى الحكيم لتلك الأفكار، وقاوم كل أشكال التعصب والتمييز الطائفي والعرقي في العراق، وخير شاهد على ذلك إصداره الفتوى المعروفة بحرمة مقاتلة الأكراد في شمال العراق لأنهم مسلمون تجمعهم مع العرب روابط الأخوّة والدين، لهذا فقد فشلت الحكومة العراقية في الحصول على فتوى شرعية من علماء الدين لمحاربة الأكراد في الشمال.
ومـن مواقفه السياسية الأخرى دعمه لحركات التحرر في العالم الإسلامي، وعلى رأسها حركة تحرير فلسطين، وأصدر بهذا الخصوص العديد من البيانات التي تشجب العدوان الصهيوني، وتؤكد على ضـرورة الوحدة الإسلامية لغرض تحقيق الهدف الأسمى وهو تحرير القدس من أيدي الصهاينة.

### محاربته الأفكار الشيوعية في العراق

رئيس الوزراء العراقي عبد الكريم قاسم يزور محسن الحكيم خلال مرضه.

انتشرت الأفكار الشيوعية في العراق أيام الحكيم، وانظم كثير من العراقيين إلى الحزب الشيوعي العراقي، وعلى إثر ذلك تصدى الحكيم للموجة الشيوعية، وعمل على توجيه انتباه الناس إلى أن الإسلام وحده هو القادر على تحقيق العدالة الاجتماعية، وقد أصدر لذلك بيانات عديدة، وبعد حدوث مجزرة كركوك في مدينة كركوك شمال العراق، أصدر فتواه المشهورة (الشيوعية كفرٌ وإلحاد).

### دوره في حركة النهضة الإسلامية في إيران
كان الحكيم من أكبر المدافعين عن النهضة الإسلامية في إيران منذ بدايتها على أيدي علماء الدين، إثر صدور اللائحة القانونية لانتخابات المجالس العامة والمحلية، التي استنكرها الحكيم ببرقية أرسلها إلى آية اللّه البهبهاني، مطالبا علماء الحوزة العلمية إبلاغ النظام الشاهنشاهي بالامتناع عن إصدار هكذا قوانين لا تنسجم مع الإسلام ولا مع المذهب الشيعي، كما أصدر برقية أخرى بمناسبة هجوم أفراد من نظام الشاه على المدرسة الفيضية في مدينة قم، طـلب فيها من العلماء الهجرة إلى النجف، كما استنكر سياسة القمع والإرهاب التي تعرض لها المؤمنون بعد انتفاضة 15 خرداد (تظاهرات 5 يوليو 1963 في إيران) التي فجرها الإمام الخميني، وكذلك فإنه أنذر نظام الشاه عـنـدمـا أراد تنفيذ حكم الإعدام بمجموعة كبيرة من أفراد الحركة الإسلامية الذين كانوا يقبعون في سجون الشاه.

### دوره في حوزة النجف
بعد وفاة المرجع البروجردي أصبح محسن الحكيم مرجعا عاما للشيعة، فأخذ بوضع نظام إداري للحوزة، وشرع ببناء المدارس وإرسال المبلغين إلى نقاط العراق المختلفة، مما كان له الأثر في ازدياد أعداد الطلاب في جميع الحوزات بشكل منقطع النظير. ولغرض إغناء المواد الدراسية في الحوزة العلمية في النجف أدخل الحكيم دروس جديدة مثل: التفسير والاقتصاد والفلسفة والعقائد، لغرض توسيع آفاق الطلاب بالعلوم المختلفة، حـتـى يـكونوا على أُهبة الاستعداد للوقوف أمام التيارات الفكرية والأفكار الإلحادية القادمة من الخارج.
وقـد شـجـّع كـل من له قدرة واستعداد على الكتابة والتأليف، وأشرف على كثير من المجلات الإسـلامـيـة التي كانت تصدر في ذلك الوقت من أمثال مجلة الأضواء ورسالة الإسلام والنجف وغيرها.

## وفاته
توفي بعمر يناهز 81 سنة، وذلك 27 ربيع الأول 1390 هـ.

## مؤلفاته
- مستمسك العروة الوثقى. شرحٌ على كتاب العروة الوثقى لمحمد كاظم الطباطبائي اليزدي، ويقع في أربعة عشر مجلدا.[2]
- نهج الفقاهة. حوى هذا الكتاب تعليقات الحكيم على كتاب البيع لمرتضى الأنصاري.[3]
- حاشية على المكاسب. حاشيةٌ على كتاب المكاسب لمؤلّفه مرتضى الأنصاري.[4]
- حقائق الأصول.
- منهاج الصالحين. رسالته العملية طُبعت أول مرة في النجف عام 1365 هـ، وقد نالت هذه الرسالة استحسان العديد من علماء الشيعة؛ وأول من اعتمدها بعد الحكيم هو أبو القاسم الخوئي فزاد فيها بعض الفروع وأعاد ترتيب بعض المسائل وأدرج عليها تعليقة، ثم دمجها في الأصل فخرجت مطابقة لفتاواه،[5] وكذلك فعل مثله المرجع عبد الأعلى السبزواري وكذلك حذا حذو الخوئي من بعده عدد كبير من تلامذته الكبار الذين تصدوا للمرجعية؛ كان من بينهم: التبريزي،[6] والوحيد الخراساني، والروحاني،[7] والسيستاني،[8] والحكيم،[9] والواعظي،[10] وغيرهم.
- منهاج الناسكين.
- شرح التبصرة. شرح على كتاب «تبصرة المتعلمين في أحكام الدين» لابن المطهر الحلي.
- دليل الناسك.
- تحرير المنهاج.
- مختصر منهاج الصالحين.
- حاشية على كتاب الدر الثمين.
- حاشية على الرسالة الصلاتية.
- شرح كتاب المراح.
- شرح تشريح الأفلاك.
- رسالة في سجدة السهو.
- رسالة مختصرة في علم الدراية.
- رسالة في بعض المسائل المتفرقة في الصلاة.
- حواش على نجاة العباد.
- تعليقة على كتاب رياض المسائل. تعليقة على كتاب «رياض المسائل في تحقيق الأحكام بالدلائل» لعلي الطباطبائي.
- حواش على تقريرات الخونساري.
- الشرح النافع.
- منتخب الرسائل.
- حاشية استدلالية على كتاب الربا من العروة الوثقى.
- تعليقة على توضيح المسائل.

## من تلامذته
| - الشيخ محمد تقي الفقيه - أبو الفضل فاطمي الناييني الطباطبايي وهو وكيل مجاز من قبله. - محمد سعيد الطباطبائي الحكيم - محمد مهدي الموسوي البجنوردي - الشيخ حسين الوحيد الخراساني - محمد باقر الصدر - علي السيستاني - عبد الأمير قبلان | - الشيخ مسلم السرابي الملكوتي - يوسف الحكيم الطباطبائي - محمد حسين فضل الله - الشيخ محمد آصف محسني - الشيخ الدكتور عيسى بن عبد الحميد الخاقاني وهو مجاز من قبله |

- عبد الصاحب حسن علاوي الموسوي آل الشرع وهو وكيله ومجاز من قبله.

## حياته الخاصة

### نسبه وأسرته
هو محسن بن مهدي بن صالح بن أحمد بن محمود بن إبراهيم بن علي هو ابن مراد بن أسد الله بن جلال الدين بن حسن بن مجد الدين علي بن قوام الدين محمد بن إسماعيل بن عباد بن أبي المكارم بن عباد بن أبي المجد أحمد بن عباد بن علي بن حمزة بن طاهر بن علي بن محمد بن أحمد بن محمد بن أحمد بن السيد إبراهيم طباطبا بن إسماعيل الديباج بن إبراهيم الغمر بن الحسن المثنى بن الحسن المجتبى بن علي بن أبي طالب.

### أولاده
للحكيم أربعة عشر ولداً: عشرة ذكور وأربع إناث. أمّا البنون فهم:
| - يوسف الحكيم: وهو من مدرسي الفقه والأصول البارزين في حوزة النجف. - محمد رضا الحكيم: الذي أعدمه النظام العراقي السابق. - محمد مهدي الحكيم: الذي قامت باغتياله المخابرات العراقية وذلك في الخرطوم عاصمة السودان. - محمد كاظم الحكيم: الذي قُتل في حادث سيارة في طريق كربلاء عام 1975. - محمد باقر الحكيم: اغتيل في 29 آب 2003 إثر عملية تفجير سيارة مفخخة في النجف بعد خروجه من ضريح الإمام علي حيث كان يلقي خطبة صلاة الجمعة. | - عبد الهادي الحكيم: أعدمته الحكومة العراقية. - عبد الصاحب الحكيم: الذي أعدمته الحكومة العراقية. - علاء الدين الحكيم: الذي أعدمته الحكومة العراقية. - محمد حسين الحكيم: الذي أعدمته الحكومة العراقية. - عبد العزيز الحكيم: الذي توفي عام 2009. |

### الكتب
- أعيان الشيعة. محسن الأمين، طبع بيروت - لبنان، تاريخ الطبع مفقود، منشورات دار التعارف.
- الذريعة إلى تصانيف الشيعة. آغا بزرگ الطهراني، طبع بيروت - لبنان، 1403 هـ / 1983 م، منشورات دار الأضواء.

### إشارات مرجعية
1. 1 2   https://www.islamicinsights.com/religion/history/ayatollah-mohsin-al-hakim.html. {{استشهاد ويب}}: |url= بحاجة لعنوان (مساعدة) والوسيط |title= غير موجود أو فارغ (من ويكي بيانات) (مساعدة)
2. ↑  الطهراني، آغا بزرگ. الذريعة إلى تصانيف الشيعة - ج21. ص. ص 14.
النسخة الإلكترونية
3. ↑  الطهراني، آغا بزرگ. الذريعة إلى تصانيف الشيعة - ج24. ص. ص 423.
النسخة الإلكترونية
4. ↑  
الطهراني، آغا بزرگ. الذريعة إلى تصانيف الشيعة - ج6. ص. 220.
النسخة الإلكترونية
5. ↑  الحسيني الروحاني، صادق. منهاج الصالحين - الجزء الأول. ص. ص 5.
6. ↑  التبريزي، جواد. منهاج الصالحين - الجزء الأول. ص. ص 3.
7. ↑  الحسيني الروحاني، صادق. منهاج الصالحين - الجزء الأول. ص. ص 6.
8. ↑  السيستاني، علي. منهاج الصالحين - الجزء الأول. ص. ص 5.
9. ↑  الحكيم، محمد سعيد. منهاج الصالحين - الجزء الأول. ص. ص 5.
10. ↑  -منهاج الصالحين - العبادات - المقدمة الواعظي [وصلة مكسورة] نسخة محفوظة 2020-04-10 على موقع واي باك مشين.